# Монарх-довгохвіст кобальтовий
Монарх-довгохвіст кобальтовий (Terpsiphone cyanescens) — вид горобцеподібних птахів родини монархових (Monarchidae). Ендемік Філіппін.

## Поширення і екологія
Кобальтові монархи-довгохвости мешкають на Палавані та на сусідніх островах Бусуанга, Куліон і Бантак. Вони живуть у вологих рівнинних тропічних лісах. Живляться комахами, яких ловлять в польоті.